# 1836 en Lorraine
Chronologie de la Lorraine
- 1832
- 1833
- 1834
- 1835
- 1836
- 1837
- 1838
- 1839
- 1840

Cette page est une liste d'événements qui se sont produits durant l'année 1836 en Lorraine.

## Événements

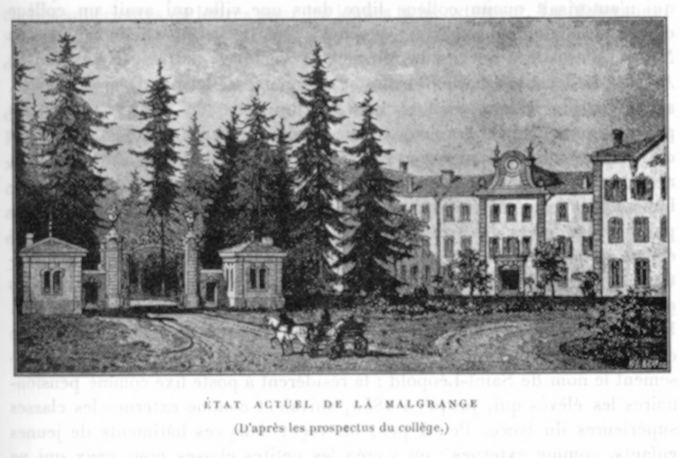
Gravure de La Malgrange tirée d'un ouvrage de 1909. Elle est déjà présente sur le fascicule de présentation du collège de 1869 (archives de Meurthe-et Moselle, cote 50 J / 42-12)

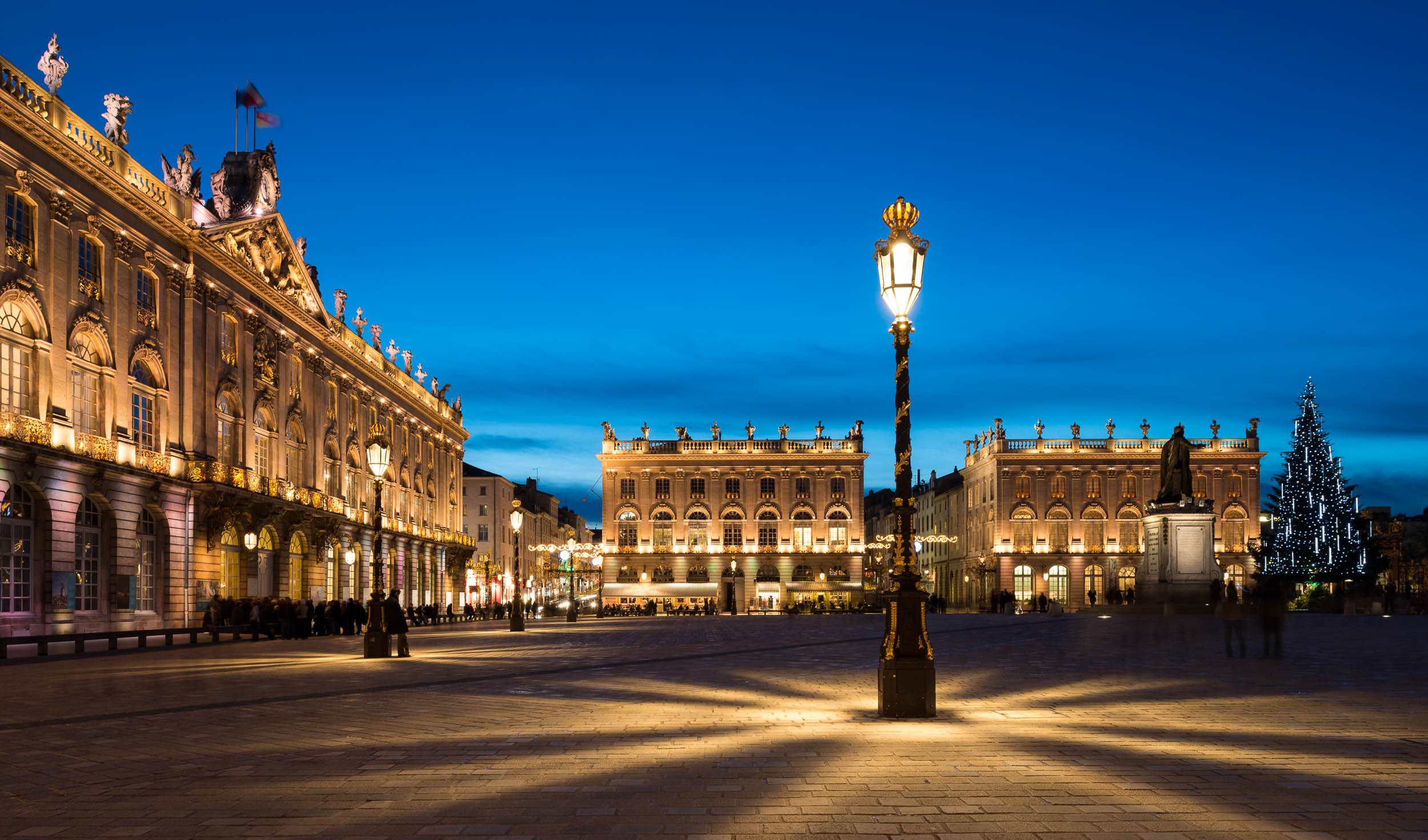
Réverbère place Stanislas à Nancy.

- Fondation du Pensionnat Saint-Pierre qui est devenu depuis le Collège-lycée La Malgrange à Jarville-la-Malgrange[1].
- Les huit premiers réverbères sont installés Place Stanislas à Nancy, aux angles de la place et au pied de l'arc de triomphe[2].
- Louis Marie Vogt d'Hunolstein devient député de la Moselle, siégeant dans la majorité conservatrice soutenant la monarchie de Juillet jusqu'en 1848.
- Début de l'exploitation de la minette, minerai de fer assez pauvre dans les mines de fer de Hayange et Moyeuvre[3].

## Naissances

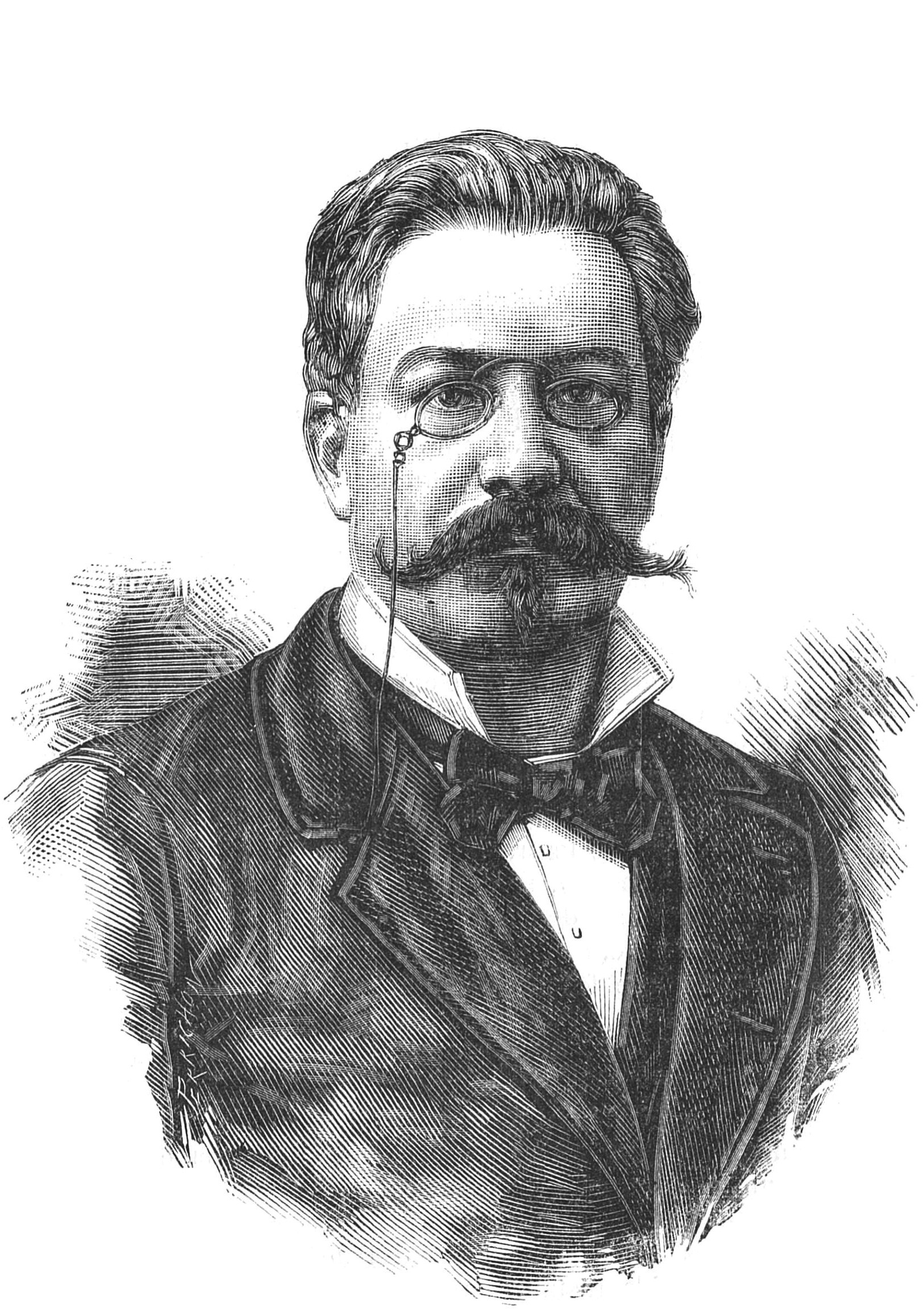
Paul Barbe.

- 7 janvier : Pierre Küchly (1836-1908), homme politique mosellan. Prêtre catholique, il fut député au Reichstag allemand, de 1890 à 1903[4].
- 30 janvier :
  - à Bitche : Jean Baptiste Mangès (en allemand : Johann Baptist Mangès), décédé le 12 mai 1918 à Metz, prêtre du Bitcherland.
  - à Nancy : Charles Ernest Huin, décédé 3 décembre 1912 à Paris VIe, est un ingénieur de la Marine à qui l'on doit la construction des cuirassés Bouvet, Brennus et Hoche.
- 4 février, Nancy : Paul Barbe, né Paul François Barbe [5], mort le 29 juillet 1890 à Paris,  industriel français.
- 18 mars à Fontenoy-le-Château : Joseph-Gabriel Mercier, maître verrier et un homme politique français, décédé le 7 août 1897 à Passavant-la-Rochère (Haute-Saône).
- 1 avril à Metz : Maurice du Coëtlosquet (décédé en 1904), érudit français[6] de la seconde moitié du XIXe siècle. Patriote et bienfaiteur, il consacra une partie de sa fortune aux œuvres de charité de sa ville natale.
- 15 mai à Boulay : Jules Joseph Neumann, prêtre lorrain. Il fut député au Reichstag allemand de 1890 à 1895.
- 14 juin à Metz : Léon Simon, dessinateur et peintre de paysage français. Léon Simon est surtout connu pour ses fusains et par la qualité de ses aquarelles.
- 18 août :
  - à Corny-sur-Moselle : Louis Adolphe Rollin, homme politique français , décédé le 29 janvier 1909.
  - à Metz : Adrien Robinet de Cléry, mort à Anhée en Belgique le 13 septembre 1914, magistrat français et un avocat, actif sous le Second Empire et la Troisième République. Légitimiste convaincu, il est l'auteur de nombreuses publications juridiques et historiques.
- 17 septembre à Boucheporn : Jean Marie Pierre Colbus (1836-1916), prêtre catholique et député au Reichstag allemand de 1893 à 1898.
- 29 septembre à Monthureux-sur-Saône (Vosges) : Auguste Honnore, homme politique français décédé le 5 mai 1886 à Paris.
- 31 octobre à Metz : Joseph Ernest Joba (1836 - 1900), intendant militaire français. Il fut directeur du service de l’intendance du 3e corps d’armée sous la IIIe République.
- 17 novembre à Nancy : Charles Kessler, mort le 11 décembre 1916 à Paris , général de division français.
- 5 décembre à Metz : Henry Petitjean Roget, magistrat et avocat français,  mort le 10 mars 1924 à La Flèche.
- 21 décembre à Metz : Joseph Décembre, dit Décembre-Allonier, mort en 1906, écrivain, historiographe et franc-maçon français.

## Décès
- 2 janvier à Metz : François Gabriel Boisseau (né à Brest le 12 octobre 1791), officier de santé des armées, docteur en médecine de la faculté de Paris, considéré comme l'un des meilleurs écrivains en médecine de son époque.
- 10 janvier à Thionville : Jean Poulmaire est un homme politique français né le 18 octobre 1773 à Woippy (Moselle).
- 23 janvier à Metz : Jacques François Ardant de Beaublanc du Masjambost, né le 25 janvier 1761 à Limoges (Haute-Vienne), militaire français de la Révolution et de l’Empire.
- 30 janvier à Nancy : Charles Ernest Huin,  décédé 3 décembre 1912 à Paris VIe,  ingénieur de la Marine à qui l'on doit la construction des cuirassés Bouvet, Brennus et Hoche.
- 20 avril à Verdun : Jean-Joseph Paillet, homme politique français né le 25 février 1748 à Verdun (Meuse.
- 2 mai à Metz : Aaron Worms, talmudiste renommé qui fut grand-rabbin de Metz. Né en 1754, il est partisan de la Révolution française et adepte de la réforme dans le judaïsme.
- 25 mai : Dominique Salhorgne, né à Toul, le 4 septembre 1757, et mort à Paris, prêtre de l'Église catholique, des XVIIIe et XIXe siècles.
- 4 juillet à Metz : Jean Courtois, né le 6 octobre 1767 à Longuyon (province du Barrois), militaire français de la Révolution et de l’Empire.
- 12 juillet à Nancy : François Joseph Labroise, dit Joseph Labroise, né le 11 janvier 1761 à Sarrebourg, sculpteur français.
- 29 septembre à Bitche : Jean Baptiste Brice Bizot, né le 19 septembre 1754 à Essertenne-et-Cecey (Haute-Saône), maréchal de camp de la Restauration.